# District d'Ysyk-Ata
Le district d'Ysik-Ata (en kirghize : Ысык-Ата району) est un raion de la province de Tchouï dans le nord du Kirghizistan. Son chef-lieu est la ville de Kant (21 589 habitants en 2009), qui lui a donné son nom d'origine. Sa superficie de 2 415 km2 en fait le plus vaste de sa province. 132 759 personnes y résidaient en 2009.

## Géographie
Le district s'étend sur la rive sud de la rivière Tchouï à mi-chemin entre Bishkek et l'ancienne capitale de la province, Tokmok.

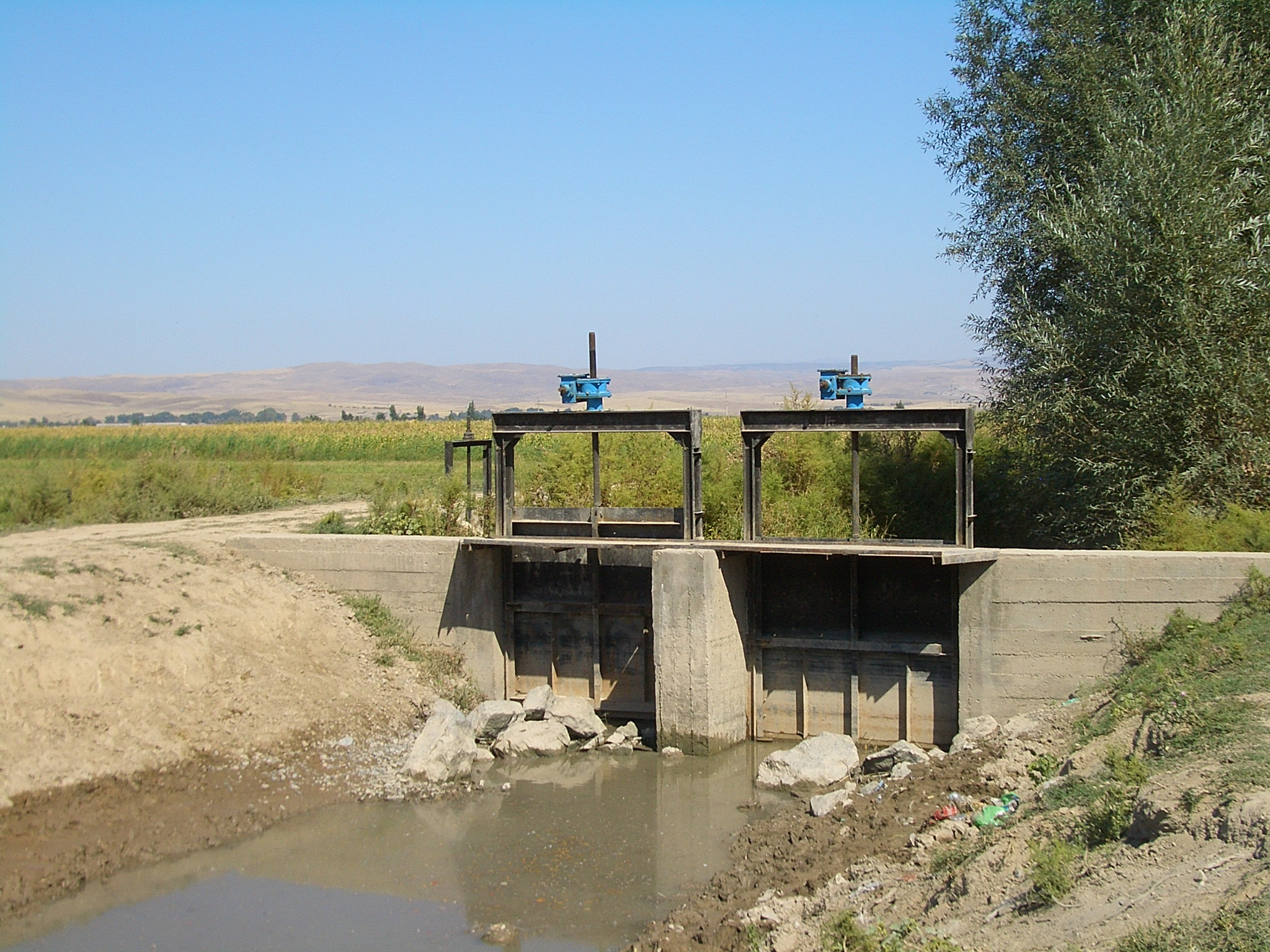
Écluses sur un canal d'irrigation près du village de Milianfan.

## Base aérienne
En 1941, les forces aériennes soviétiques y installent une base et une école de pilotage, qui forme 1 507 pilotes pendant la Seconde guerre mondiale. Depuis 1956, l'école accueille des pilotes étrangers ; parmi ses anciens élèves figurent les anciens présidents égyptien Hosni Mubarak et syrien Hafez el Assad[réf. souhaitée].

En 1992, la base est transférée aux autorités kirghizes. Elle héberge depuis 2003 des unités de l'armée de l'air russe
.

## Érosion fluviale
L'érosion de la rive sud (gauche) de la rivière Tchouï, sensible notamment à Milianfan, est un problème pour les autorités du district.

## Démographie
En 2009, 21 762 habitants vivent en zone urbaine, 109 741 en milieu rural.

### Composition ethnique
Selon le recensement de 2009, la population du district comporte de fortes minorités Russe et Doungane :

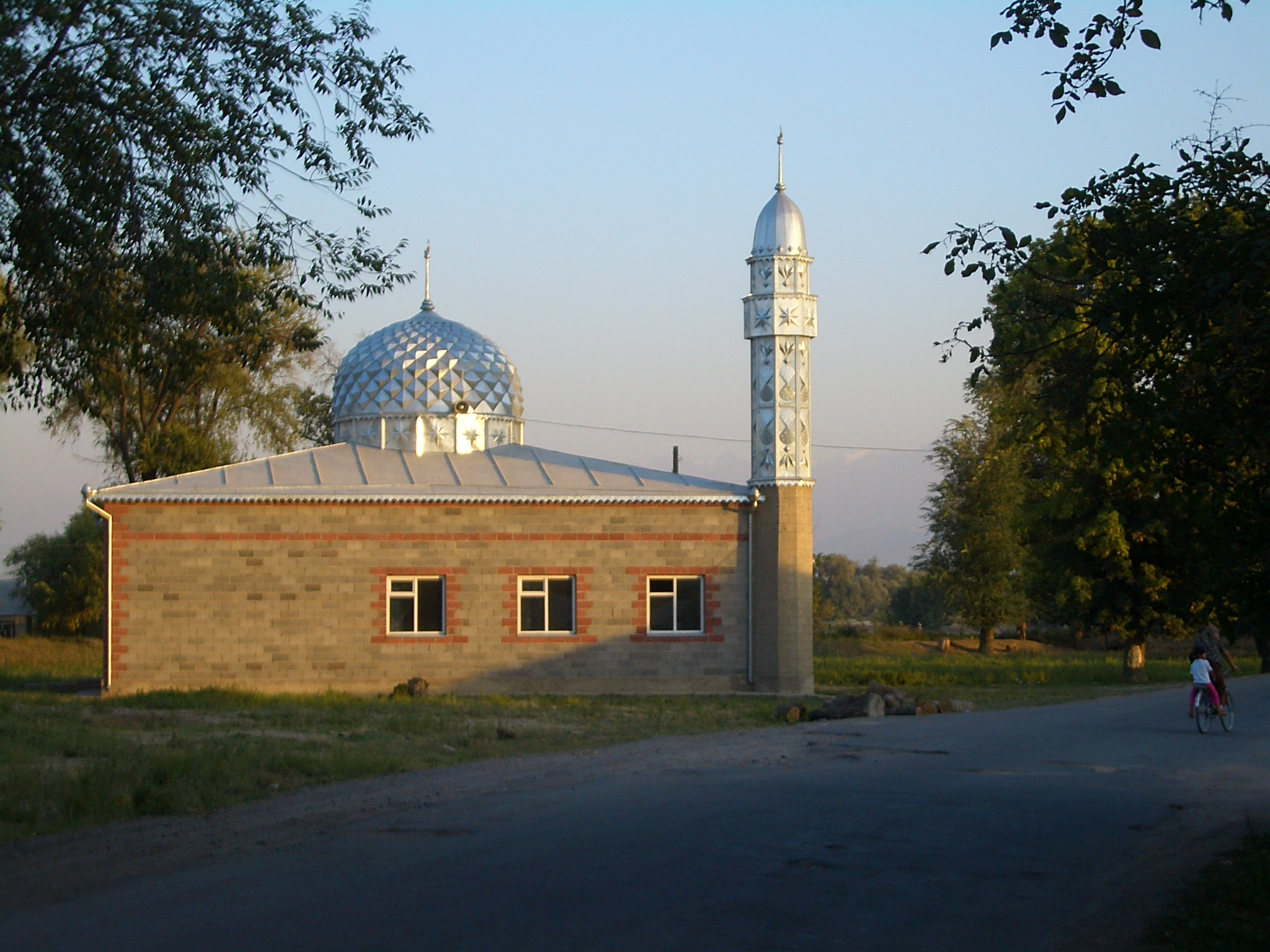
La nouvelle mosquée du village de Pervomayskoe.

| Groupe ethnique | Population | Proportion |
| --------------- | ---------- | ---------- |
| Kirghizes       | 62 620     | 47.2%      |
| Russes          | 28 000     | 21.1%      |
| Dounganes       | 19 223     | 14.5%      |
| Turcs           | 4 699      | 3.5%       |
| Ouïghours       | 4 091      | 3.1%       |
| Azeris          | 3 486      | 2.6%       |
| Allemands       | 1 524      | 1.1%       |
| Ukrainiens      | 1 343      | 1.0%       |
| Kazakhs         | 1 317      | 1.0%       |
| Tatars          | 1 078      | 0.8%       |
| Balkars         | 611        | 0.5%       |
| Coréens         | 588        | 0.4%       |
| Tadjiks         | 383        | 0.3%       |
| Kurdes          | 349        | 0.3%       |
| Karatchaïs      | 182        | 0.1%       |
| Bulgares        | 108        | 0.1%       |
| Autres groupes  | 950        | 0.7%       |

## Communautés rurales et villages
Le district d'Ysik-Ata comprend 
- la ville de Kant

et 58 villages regroupés en 18 communautés rurales (aiyl okmotu) :
1. Ak-Kuduk (villages Kirovskoye (centre), Ak-Kuduk, Kotovskoye, Pervomayskoye, et Khun Chi (partiellement))
2. Birdik (villages Birdik (centre) et Khun Chi (partiellement))
3. Ivanovka
4. Jeek (villages Dmitriyevka (centre), Imeni Gagarina et Jeek)
5. Internatsionalnyi (villages Internatsionalnoye (centre) et Jar-Bashy)
6. Keng-Bulun (villages Keng-Bulun (centre), Gidrostroitel, Druzhba et Cholpon)
7. Kochkorbaev (villages Kengesh (centre), Budennovka et Dokturbek Kurmanaliev)
8. Krasnorechenskiy (village Krasnaya Rechka)
9. Logvinenko (villages Novopokrovka (partiellement, centre) et Chong-Daly)
10. Lyuksemburg (villages Lyuksemburg (centre) et Kirshelk)
11. Milyanfan
12. Novopokrovka (villages Novopokrovka (partiellement, centre), Leninskoye et Sary-Jon)
13. Nurmanbet (villages Nurmanbet (centre), Pervomayskoye et Imeni Aliaskara Toktonalieva)
14. Syn-Tash (villages Imeni Telmana (centre), Ak-Say, Jetigen, Kyzyl-Aryk, Otogon, Rot-Front, Sovetskoye et Syn-Tash)
15. Tuz (villages Tuz (centre), Dayyrbek, Jayalma et Nizhnyaya Serafimovka)
16. Uzun-Kyr (villages Jer-Kazar (centre), Druzhba et Nizhniy Norus)
17. Yurevka (villages Yuryevka (centre) et Ysyk-Ata)
18. Ysyk-Ata (villages Almaluu (centre), Gornaya Serafimovka, Jogorku-Ichke-Suu, Ichke-Suu, Karagay-Bulak, Norus, Tash-Bashat, Toguz-Bulak et Üch-Emchek)